# PerfectGoal
PerfectGoal est un jeu sur navigateur de manager de football, qui a été développé et est actionné par la société Art-e-Fakten de Hanovre en coopération avec l’ancien joueur de football professionnel et champion du monde Gerd Müller. Le jeu porte donc pour cette raison le complément du nom "Gerd Müllers PerfectGoal". La date officielle du lancement du jeu est le 01.10.2009.

## Principe de jeu
Chaque joueur choisit lors de son inscription d'abord le fuseau horaire dans lequel il voudrait jouer, vu que les matchs ont lieu à des périodes fixes du jour.
Un match peut avoir lieu à 07h30, 10h15, 13h00, 15h45, 18h30 et à 21h15. Chaque match se déroule en temps réel y compris la mi-temps de 15 minutes.
Un nouvel utilisateur reçoit un stade de base et un cadre de 15 hommes y compris l’entraîneur. La nouvelle équipe est encore très jeune et peu entraînée. Au cours du jeu la force du cadre augmente chaque jour à travers l'entraînement, les achats de joueur et le travail de la nouvelle génération.
On commence sur un serveur de premier tour, sur lequel les trois temps réglementaires sont occupés par un match à partir de 15h45. Tout cela pour découvrir, comment mieux placer, entraîner et utiliser les joueurs sur le terrain.
Pendant un match, l'utilisateur a la possibilité de modifier la tactique et le positionnement des joueurs, à travers des trains de jeu comme le pressing ou la contre-attaque, et d'influencer le déroulement du match à travers les activités du public.

## Saisons, championnats et coupes
Si le nouvel utilisateur est prêt après quelques jours à évaluer son équipe dans des matchs de ligue, il peut choisir un serveur de ligue à la montée. Ces serveurs de ligue sont également disponibles dans des fuseaux horaires différents. Un changement sur un serveur de ligue peut avoir lieu chaque lundi, car le début de saison est respectivement mardi et il y a chaque semaine un nouveau serveur national disponible.
Une saison dure 34 jours de jeu et le lundi suivant libre de jeu.

Il y a 63 ligues sur chaque serveur de ligue avec respectivement 18 équipes donc en tout 1.134 équipes. Celles-ci sont ordonnées sous forme d'une pyramide.

Les ligues professionnelles: une 1re ligue, deux 2èmes ligues, quatre 3èmes ligues
Les ligues d’amateurs: huit 4èmes ligues, six 5èmes ligues et trente-deux 6èmes ligues.
Les matchs de ligue ont lieu chaque soir à 18h30. Les évaluations et avec cela les tableaux sont menés d'après les règles de football générales.
Dans chaque saison, au moins un tournoi de coupe (PerfectCup) a lieu. Les équipes jouent ici à 21h15 l'une contre l'autre après le système de K.-O. et les trois meilleures équipes de chaque serveur reçoivent une coupe pour l'aperçu d'équipe.

## Stade et périphérie
Parallèlement à l'entreprise de jeu, l’utilisateur peut construire son stade avec des tribunes, des places debout, des places assises, des loges et des boxes VIP et il peut aussi développer dans environ 200 étapes d’aménagements des éléments comme le projecteur, tableau d’affichage, bancs d'entraîneur mais aussi hôtels, boutique de supporters ou un internat de jeunesse. La qualité de développement et des prix d'entrée avec les facteurs du temps, de la ligue et de l’adversaire ont ensemble des conséquences sur les nombres de spectateurs et ainsi les revenus du club.

## Surface de jeu
Le jeu est développé graphiquement à grands frais. De nombreuses vues comme le bureau de manager, le terrain du club ou tous les développements sont créés réalistement comme des graphiques 3d. L'alignement pour un jeu est effectuée par Drag&Drop du banc de joueurs, mais il peut cependant être effectué automatiquement par le système si souhaité.
Le seul élément Flash dans le jeu est actuellement la roue de la fortune. Chaque joueur reçoit quotidiennement un chip pour tourner la roue. 80 gains différents peuvent être remportés, comme des jetons(la monnaie du jeu) ou aussi des items (éléments) et des licences.
Pour poursuivre une ou plusieurs matches, on ouvre le «ticker en direct», dans lequel par minute les plus nouveaux événements de la partie sont affichés, dans lequel on peut aussi faire démarrer les trains de jeu ou se procurer du soutien à travers les spectateurs.

## Communauté
Le jeu total a été traduit en plusieurs langues et peut être joué actuellement en allemand, anglais, français, espagnol, portugais, russe, polonais, bulgare et turc. Le personnel de soutien est également disponible dans ces langues.
Depuis le début du jeu, plus de 110 000 utilisateurs du monde entier se sont inscrits à PerfectGoal. Les utilisateurs de l'Allemagne et de la Pologne forment actuellement la plus grande part des environ 40 000 utilisateurs actifs.
Le jeu inclut aussi, pour chaque langue, un Shoutbox pour chatter ainsi qu’un système de messages.

## Monétisation
Le jeu se finance à travers la vente d’items, qui augmentent le confort de jeu ou qui fournissent des fonctions supplémentaires. Dans la boutique d’items, le joueur peut entre autres acquérir des cadeaux de motivation, tambours pour les spectateurs, chips pour la roue de la fortune ou aussi des licences de manager. Ces licences contiennent de nombreux autres éléments et avis améliorées avec lesquels on peut par exemple, mieux évaluer la force d'entraînement de l'adversaire, planifier ou reconnaître la valeur de talents d'un joueur sur le marché des transferts.
La seule restriction payante pour l'entreprise de jeu régulière est l'autorisation professionnelle pour les trois ligues supérieures. Elle coûte 1,50 € par saison, cependant on peut aussi là gagner à la roue de la fortune.
Avec l'acquisition des «times», le joueur peut raccourcir beaucoup de processus à temps intensif, donc en outre terminer des développements plus rapidement, guérir des blessures plus rapidement, ou même réduire le séjour dans le camp d'entraînement.
Le jeu est jusqu'ici complètement libre de bannières publicitaires ou d’annonces.

## Groupe cible
Le jeu est libre de violence ou de contenus qui mettent la jeunesse en danger, donc apte pour toutes les tranches d'âge. Il s'adresse d'un côté aux fans et experts de football, mais aussi aux joueurs qui préfèrent les simulations de construction ou économiques et ceux pour qui la priorité le management du club est plus importante que le succès sportif.

## Prix
En décembre 2009, PerfectGoal a été récompensé par le portail browsergames.de comme triple vainqueur: pour le meilleur graphique, meilleur divertissement de jeu et comme meilleur jeu de la catégorie sportive.

## Perfectionnement du développement
PerfectGoal est remanié actuellement fondamentalement dans tous les domaines et il doit apparaître à la fin d'année 2010/2011 dans une nouvelle version, qui contient aussi d’autres fonctions comme un module de chat plus confortable et une Hall of Fame. 
Depuis mai 2010, PerfectGoal est aussi inclut dans le portefeuille du Publishers et du portail de jeu de navigateur Playnik.

## Liens Web
- PerfectGoal
- Site du développeur
- Interview en allemand avec Martin Heine de Art-e-Fakten